# Олонга (приток Цаги)
Олонга (устар. Оленка) — река в России, протекает по Ловозерскому району Мурманской области.
Впадает в реку Цагу в 8,2 км по левому берегу. Длина реки составляет 21 км, площадь водосборного бассейна — 141 км². Высота устья — 164 м над уровнем моря.

## Данные водного реестра
По данным государственного водного реестра России относится к Баренцево-Беломорскому бассейновому округу, водохозяйственный участок реки — Воронья от гидроузла Серебрянское 1 и до устья. Речной бассейн реки — бассейны рек Кольского полуострова, впадает в Баренцево море.
Код объекта в государственном водном реестре — 02010000812101000004130.